# Mysmenidae
Mysmenidae – rodzina pająków zawierająca ok. 130 gatunków zgrupowanych w 23 rodzajach. Występują na obu Amerykach, w Europie, Azji, Afryce i Nowej Gwinei. W Polsce występują 2 gatunki: Mysmenella jobi i Trogloneta granulum.

## Rodzaje
Należą tu następujące rodzaje:
- Acrobleps Hickman, 1979 (Tasmania)
- Brasilionata Wunderlich, 1995 (Brazylia)
- Calodipoena Gertsch & Davis, 1936 (centralna Ameryka, Karaiby i Algeria)
- Calomyspoena Baert & Maelfait, 1983 (archipelag Galapagos)
- Chanea Miller, Griswold & Yin, 2009 (Chiny)
- Gaoligonga Miller, Griswold & Yin, 2009 (Chiny)
- Iardinis Simon, 1899 (Nepal i Indie)
- Isela Griswold, 1985 (południowa Afryka)
- Itapua Baert, 1984 (Paragwaj)
- Kekenboschiella Baert, 1982 (Nowa Gwinea)
- Kilifina Baert & Murphy, 1992 (Kenia)
- Leviola Miller, 1970 (Angola)
- Maymena Gertsch, 1960 (Centralna i południowa Ameryka)
- Microdipoena Banks, 1895 (od USA do Paragwaju, Afiryka)
- Mosu Miller, Griswold & Yin, 2009 (Chiny)
- Mysmena Simon, 1894 (Oceania)
- Mysmenella Brignoli, 1980 (Palearktyka, Afryka, Oceania)
- Mysmeniola Thaler, 1995 (Wenezuela)
- Mysmenopsis Simon, 1897 (od USA do Peru)
- Phricotelus Simon, 1895 (Sri Lanka)
- Simaoa Miller, Griswold & Yin, 2009 (Chiny)
- Tamasesia Marples, 1955 (Samoa i Nowa Kaledonia)
- Trogloneta Simon, 1922 (USA, Europa i Wyspy Kanaryjskie)